# Saint-Pierre-de-Bailleul
Saint-Pierre-de-Bailleul es una localidad y comuna francesa situada en la región de Alta Normandía, departamento de Eure, en el distrito de Les Andelys y cantón de Gaillon-Campagne.

## Demografía
| 484 | 531 | 624 | 655 | 834 | 935 |
| Para los censos de 1962 a 1999 la población legal corresponde a la población sin duplicidades (Fuente: INSEE [Consultar]) |     |     |     |     |     |